# Беклемішевське сільське поселення
Беклемі́шевське сільське поселення (рос. Беклемишевское сельское поселение) — сільське поселення у складі Читинського району Забайкальського краю Росії.
Адміністративний центр — село Беклемішево.

## Населення
Населення сільського поселення становить 1630 осіб (2019; 1847 у 2010, 2054 у 2002).

## Склад
До складу сільського поселення входять:
| Населений пункт   | Населення, осіб (2002) | Населення, осіб (2010) |
| ----------------- | ---------------------- | ---------------------- |
| Беклемішево, село | 1269                   | 1152                   |
| Іргень, село      | 524                    | 433                    |
| Шакша, село       | 261                    | 262                    |